# Fabuland
Fabuland é um tema dos brinquedos LEGO. Foi lançado originalmente em 1979 como um tema de histórias de fantasia, voltado para o segmento infantil. As instruções de montagem eram apresentadas na forma de uma história envolvendo os personagens do conjunto, habitantes de uma cidade, associados a atividades e profissões. As minifigs dos personagens eram antropomórficas. Foi descontinuado em 1989, tendo sido lançados cerca de 90 diferentes conjuntos.
As linhas do tema distribuiram-se por conjuntos mais elaborados, com edifícios, veículos, personagens e acessórios, outros mais simples, apenas com personagens e respectivos acessórios, e por livros de histórias.
No Brasil, à época, a tradicional fábrica de brinquedos Gulliver lançou uma linha baseada no tema.